# Plage de Shichirimi

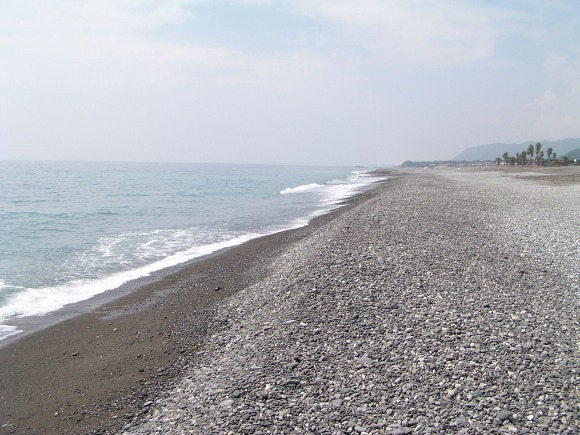
Vue de la plage.

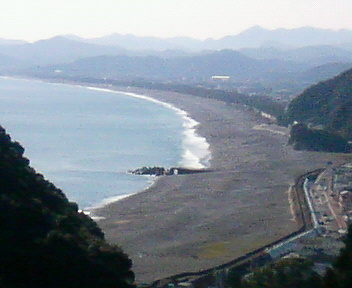
Autre point de vue

La plage de Shichirimi (七里御浜, Shichirimi-hama) est une plage de la préfecture de Mie facé à la Mer de Kumano au Japon. Elle s'étend de la ville de Kumano au bourg de Kihō.
La plage de Shichirimi s'étend sur 20 km, une plage de galets entièrement intégrée au parc national de Yoshino-Kumano. La baignade y est interdite et son accès est reglementé de mai à septembre, période de ponte des tortues caouannes venues des côtes du Mexique et de la Californie.